# الطفولة في الأدب
الطفولة في الأدب هي موضوع داخل الكتابة الأدبية يهتم بتصوير سن المراهقة. تُروى كتابات الطفولة غالبًا من منظور الطفل أو وجهة نظر شخص بالغ تنعكس على طفولته. تعتمد الروايات في مرحلة الطفولة على تعليقات اجتماعية تكمن جذورها في آراء وتجارب الفرد أو تصوِّرها. يقدّم أدب الطفولة غالبًا ضرورة أخلاقية للقارئ للجمع بين الأعراف الاجتماعية والتسلية.

## نبذة تاريخية
بعد نشر عمل المؤرخ الفرنسي فيليب أريس قرون من الطفولة في عام 1960 (تُرجم إلى اللغة الإنجليزية في عام 1962)، كان مفهوم الطفولة موضوعًا نشطًا للنقاش الاجتماعي. يجادل أريس في عمله بأن مفهوم الطفولة هو موضوع مستحدث مستشهدًا بمجموعة من الوسائط الاعلامية التاريخية، بما في ذلك اللوحات والسجلات. مع أن المفهوم الاجتماعي للطفولة كمرحلة متميزة من حياة الإنسان قد أُنشئ في القرن السادس عشر، فقد تغيرت المفاهيم الاجتماعية للطفولة بشكل ملحوظ في الفن والأدب والفلسفة. بالنظر إلى التاريخ الطويل للأيديولوجيات المتعلقة بالأطفال، كان الإدراك المختلف للطفولة ثوريًا.
يقدم الباحث نيكولاس أورم أطروحة مناقضة لأطروحة أريس، إذ يستشهد بمجموعة متنوعة من «المصادر الأدبية، والوثائقية، والتصويرية، والأثرية» لاقتراح ظهور ثقافة الطفولة والأطفال خلال العصور الوسطى في إنجلترا. إن الدليل على وجود مسؤوليات واضحة تجاه الشباب خلال العصور الوسطى يميز الأطفال عن البالغين ويوضح ازدهار التمييز بين سن المراهقة وسن النضج. يعكس الفصل المبكر بين الطفولة والبلوغ في العصور الوسطى تصنيفات أخرى سائدة في المجتمع (مثل الرجال والنساء، أو العبيد والسادة).
في القرن السابع عشر، كان لكتابات جون لوك تأثير كبير على مفاهيم الطفولة المتطورة، وخاصة في ما يتعلق بتنمية وتعليم الشباب. كانت واحدة من الأفكار المركزية لأعمال لوك هي مفهوم أن الأطفال، عند الولادة، لا يمتلكون أي صفات فطرية ويكتسبون بدلًا من ذلك سماتٍ بناءً على البيئة التي يتربّون فيها. بصفته معلمًا للأطفال الأثرياء، تخلى لوك عن دور الترتيب الولادي في العائلة والوضع الاجتماعي في شخصيات الأطفال، مع التباينات الناتجة بين الشباب الأثرياء والفقراء ما يستلزم عددًا كبيرًا من الاحتياجات التعليمية التي تراعي الطفل الواحد. على هذا النحو، تطورت الممارسات التربوية حول هذه الفترة بناءً على مبادئ كانت ضمن كتابات لوك. علاوة على ذلك، نمت وجهات النظر الاجتماعية لتنظر إلى الأطفال على أنهم عقلانيون، وأصبح الاعتراف بالذكاء الطفولي ظاهرة وعي عامة.
شهد عصر التنوير في القرن الثامن عشر طفرة في الكتابات الفلسفية التي سيطرت على الخطاب الأوروبي. كتب الفيلسوف الفرنسي جان جاك روسو على نطاق واسع عن مفهوم الطفولة والتعليم، ولا سيما في أطروحته إميل، أو دراسة في التربية، وكان له تأثير في مفاهيم تقدم البشرية وتطورها. تصف أعمال روسو وتقدمه على أنه مؤيد للتعليم الطبيعي الذي يعتمد على ميل الشخص ورغبته بدلًا من الهياكل الاجتماعية والعادات القسرية، والسعي إلى التخلص من التوتر بين «الطبيعة والمجتمع». تأثرت الممارسات التربوية في ذلك الوقت بشكل كبير بانتقاده للعمليات التعليمية التقليدية التي رفضت الميول الفطرية ودعمه للإرشاد العاطفي للأطفال إلى جانب الوصاية الفكرية التقليدية.
كان أدب الأطفال، إلى جانب تصويره للطفولة، رائدًا من قبل العديد من المؤلفين طوال منتصف القرن الثامن عشر، وشملت في المقام الأول «ما سيصبح معروفًا في نهاية القرن بـ«حكايات أخلاقية»».

## التعريف
تقدم تعريفًا غير أكاديمي للطفولة تكون فيه الطفولة «فترة ثمينة يجب أن يعيش فيها الأطفال متحررين من الخوف، آمنين من العنف، محميين من سوء المعاملة والاستغلال». تذكر اليونيسف أيضًا أن «الطفولة تعني أكثر من مجرد المسافة بين الولادة وبلوغ سن الرشد»، وهي بدلًا من ذلك حالة السنوات التكوينية المبكرة للفرد، خاصة في ما يتعلق بنوعية حياة المراهق، وتؤكد أهمية هذه الفترة في التنمية العاطفية والتعليم. مع وجود الكثير من الاختلافات الثقافية، يُنظر إلى الطفولة على أنها فترة الشباب حتى سن 16 عامًا تقريبًا، مع فكرة أن القاصر يحمل مجموعة متنوعة من الدلالات البرلمانية والقانونية، أو يُنظر إليه على أنه يرتبط ارتباطًا وثيقًا بالتقدم من خلال التعليم وإكمال الدراسة الثانوية.
تُستخدم تركيبات الطفولة في الأدب لاستكشاف الطرق التي تتطور بها الحوافز الغريبة إلى الألفة في جميع مراحل المراهقة، والتلاعب بما يعتبر عاديًا، وأيضًا الظواهر غير العادية. علاوة على ذلك، يستخدم المؤلفون مفهوم الطفولة بصفتها عملية شخصية يعثر الفرد من خلالها على ذاته التائهة من خلال تسليط الضوء على المسافة بين الطفولة في الماضي وحقيقة مرحلة البلوغ.
ومع ذلك، تُفهم الطفولة في الأوساط الأكاديمية على أنها مفهوم تجريدي، إذ لا تُوحَّد الصور في الأدب ومن ثم تكون لها تعاريف متنوعة تستند إلى التأثير الثقافي. ترى التعاريف المبكرة للطفولة أن المراهقين يُعاملون على أنهم بالغون «مصغرون». تقترن الطفولة غالبًا بدلالات النقص والعيب، وكلاهما يفترض تحقيقهما من خلال الانتقال إلى مرحلة البلوغ، ومن ثم فإن الأطفال ملزمون اجتماعيًا بالمشاركة في الممارسات التعليمية.

## الطفل اليتيم
يشيع استخدام نموذج الأيتام في جميع الأعمال الأدبية، وخاصة في أدب الأطفال الذي يعود إلى القرنين التاسع عشر والعشرين، وله جذور داخل الحكايات الشعبية والتقاليد عبر مجموعة متنوعة من الثقافات. غالبًا ما يُصوَّر الطفل اليتيم في الكتابات معزولًا، وهو في النهاية شخصية في غير محلها في عالم مليء بالمحاكمات التي يجب عليه التنقل خلالها.

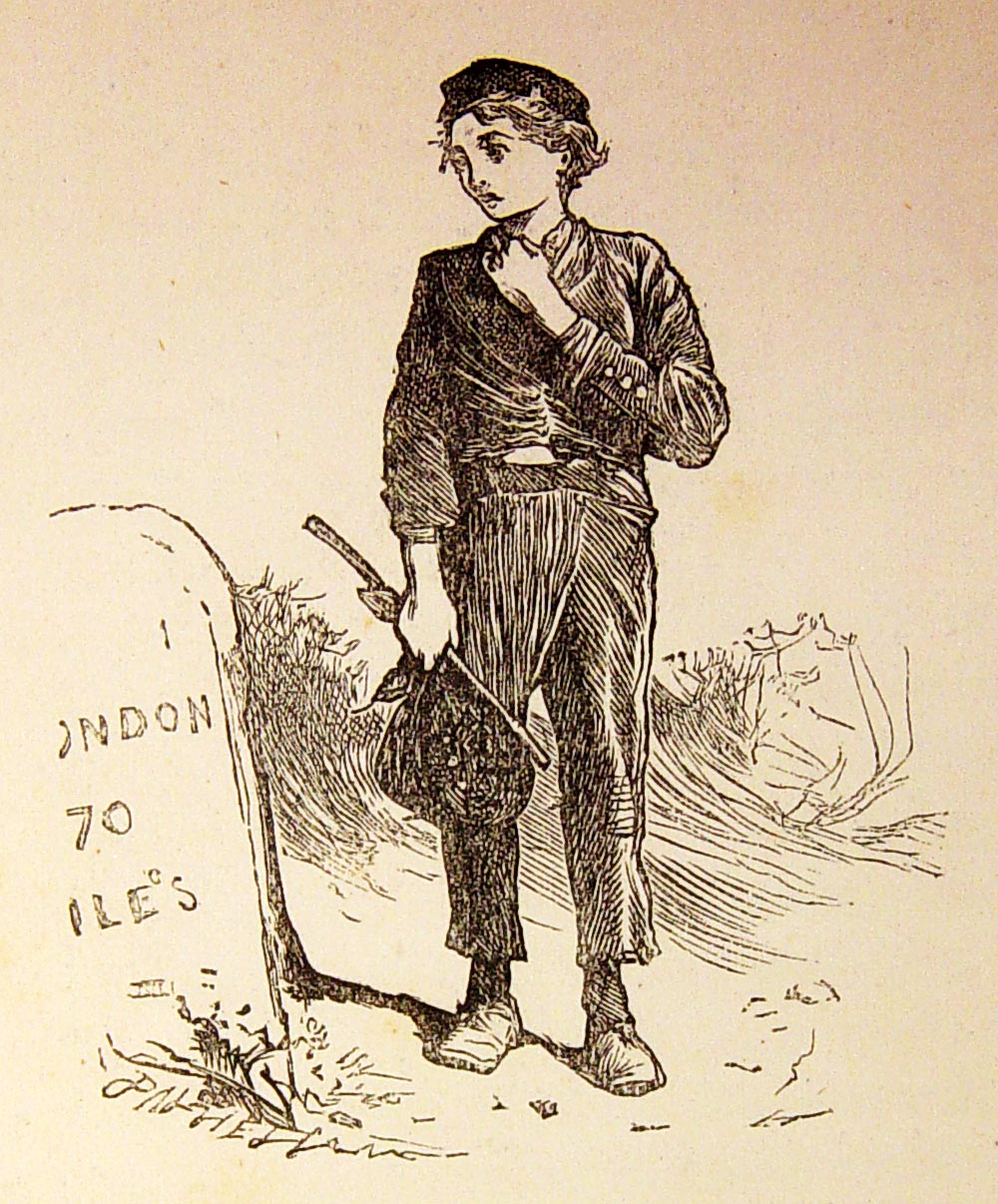
رسم توضيحي لشخصية أوليفر تويست، وهي مثال شهير للأيتام في الأدب.

أحد التفسيرات للظهور المشترك للأيتام في الأدب هو أنه يعكس معدلات الوفيات المرتفعة في القرون السابقة، وأن معدل الوفيات هذا التقى في وقت مناسب مع نمو أدب الأطفال لإنتاج عدد كبير من أبطال الأدب الأيتام.
تفترض أستاذة اللغة الإنجليزية والكتابة الإبداعية لورا بيترز أن الأنظمة الثقافية والتراكيب الاجتماعية، خلال العصر الفيكتوري، قد أُعيد تنظيمها لوضع مفهوم الأسرة باعتبارها «لبنة» تم تأطير المجتمع حولها. على هذا النحو، استُحدثت مجموعة متنوعة من المؤلفين للكتابة عن موضوع الأيتام، إذ كان هؤلاء الأطفال عديمي الأبوين خارج هذا الهيكل الاجتماعي الأساسي الجديد، ومن ثم شكلوا إمكانية تصوير للطفولة مثيرة للاهتمام ومعقدة. يرمز الأيتام في الأدب عمومًا إلى الانفصال عن كل من الأشخاص الآخرين والوحدة الاجتماعية الأساسية للأسرة؛ إنهم «الآخر الأبدي»، ويُصنَّفون على أنهم غرباء يسعون إلى الاندماج في المجتمع الاعتيادي (أو يتجنبونه).
على الرغم من تصوير الأطفال اليتامى غالبًا على أنهم انفراديون ووحيدون، وذلك لغرض بناء شخصية تكسب تعاطف الجمهور، تُكتب العديد من التصورات أيضًا بتراكيب خاصة يتعين عليهم استخدامها من أجل تحقيق الاندماج الاجتماعي والسعادة في نهاية المطاف؛ في هاري بوتر مثلًا، بطل الرواية يتيمٌ يتعرض للاضطهاد من قبل أقربائه والتوقعات الاجتماعية، بينما هو أيضًا «الشخص المختار» المكلف بمكافحة الشر العظيم داخل سلسلة الروايات.
يُوصف فقدان والديّ اليتيم في الأدب غالبًا على أنه صدمة تحفيزية تدفعه إلى تحقيق هدفه.

## التغطية الأكاديمية
تستند كميات كبيرة من الكتابة الأكاديمية عن الطفولة إلى أعمال الفلاسفة والمؤرخين مثل جون لوك، وجان جاك روسو، وفيليب أريس. إن عمل الباحث الأخير، قرون من الطفولة، هو نص مُستشهد به على نطاق واسع في مجالات دراسات الأطفال والأدب، وكثيرًا ما يناقش الباحثون تداعيات الفصل المميز بين الطفولة والبلوغ، أو يرفضون تمامًا أطروحة أريس.
رفض بعض العلماء اقتراحَ أريس حول تاريخ الطفولة على أساس أن الفكرة قد قُبلت بسرعة كبيرة في الدراسة الأكاديمية دون فحصها واختبارها بشكل شامل، ومن ثم أصبحت «عقيدة من خلال التكرار». بدلًا من الممارسات الوحشية لتربية الأطفال واللامبالاة التي من المفترض أن الآباء شعروا بها تجاه الأطفال قبل القرن السادس عشر، كتب الباحث ستيفن ويلسون أن الأطفال في مجتمعات ما قبل الحداثة، مثل الصين وجنوب الهند وأوروبا، غالبًا ما كانوا يتلقون الرعاية في أثناء التنشئة، والحزن عليهم عند الوفاة، ويُعالجون بطريقة مميزة مقارنة بالبالغين. تزعم المزيد من الانتقادات أن كتاب قرون من الطفولة يجمع عدم وجود فهم حديث للطفولة مع الافتقار العام إلى الوعي في مجتمعات ما قبل القرن السادس عشر، بالإضافة إلى أنانية أريس التي ساهمت بإضعاف «التحليل التاريخي الصحيح»، ما يجعل أطروحته معابة منطقيًا. إن استخدام العمل الفني لاستنتاج بداية مفاهيم الطفولة نوعيًا قد حفز العلماء أيضًا على انتقاد أطروحة أريس؛ لسبب أن الافتراض القائل إن الرسوم التوضيحية التي تصور حقائق الحياة بوضوح تتجاهل «احتمال حدوث أي غموض»، وتهمل أيضًا تجارب المدنيين الأفقر الذين لم يملكوا وسائل لصنع أعمال فنية من نفس النوع.
واحدة من أبرز الأفكار المتعلقة بالطفولة ونمو الطفل، التي صاغها في الأصل جون لوك في عمله لعام 1690 مقالة حول التفاهم الإنساني، هي فكرة الصفحة البيضاء، التي تشير إلى عقل الطفل باعتباره «لوحًا فارغًا»، لا توجد فيه أيديولوجيات، أو أفكار، أو معرفة مسبقة عند الولادة؛ بناء على ذلك، فإن الأطفال أحرار في أن يكونوا مقولبين بصفتهم جزءًا من محيطهم الثقافي ونتيجةً لحالاتهم وبيئاتهم طوال فترة التنشئة. تميز هذه الفكرة التي تفيد بأن الأطفال يتلقون المعتقدات والمعرفة من المحفزات الخارجية الأفعالَ والقدرات الغريزية من الفهم الذي يُكتسب من خلال التعليم والوصاية المتعمدة. رغم افتراضه أنه لا يوجد شيء جوهري لعقل الأطفال عند الولادة، يسلط لوك الضوء أيضًا على «الميول الطبيعية» للأطفال، مثل شخصياتهم، التي يجب الانتباه إليها عند رعاية الشباب النامي وقولبته.
خلال المناقشات المبكرة المتعلقة بالطفولة، كانت فكرة عقلانية الطفل موضع خلاف. بينما كان جون لوك مؤيدًا لفكرة وجوب النظر إلى فكر الأطفال بدرجة من الاحترام، كتب جان جاك روسو أن «الطفولة هي نوم العقل»، وأن الحكم السليم والقواعد الأخلاقية تضيع على الشباب قبل بلوغهم «سن العقل». يبرز الخطاب المعاصر بشكل كبير المفهوم الأخير، موضحًا أن الأطفال غير قادرين على معايير المنطق والعقلانية التي ترافق النضج، وأن إمكاناتهم الفكرية الحقيقية وقدراتهم المعرفية لا تُفتح إلا بعد الانتقال إلى سن «البلوغ والنضج».

## أعمال بارزة

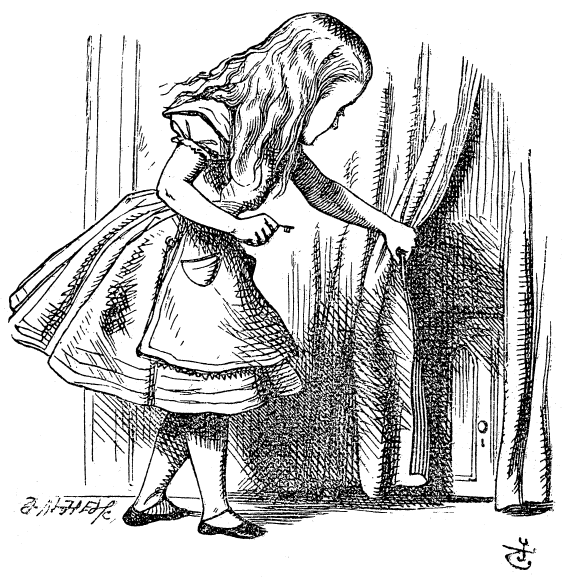
رسم توضيحي بواسطة السير جون تينيل لطبعة عام 1865 من مغامرات أليس في بلاد العجائب، تكتشف فيه أليس بابًا صغيرًا خلف ستارة.

جودي الصغيرة والحذاء، بقلم جون نيوبري: واحدة من أُوَل الروايات الكاملة التي تصور الطفل باعتباره بطل الرواية والشخصية الرئيسية، والتي تتعامل مع غطاء اليتيم والتعليم.
أوليفر تويست، بقلم تشارلز ديكنز: تركز على موضوعات إهمال الأطفال وإساءة معاملتهم وعمل الأطفال واليتامى، بينما تقدم أيضًا تعليقات اجتماعية على العصر الفيكتوري في ما يتعلق بالنظم القانونية واستغلال الأطفال خلال القرن التاسع عشر.
مغامرات أليس في بلاد العجائب، بقلم لويس كارول: تتناول تطور هوية الفرد خلال فترة الطفولة، والعلاقة بين الهوية والظروف الثقافية والاجتماعية المحيطة. تستكشف الرواية الفترة الانتقالية من المراهقة في العصر الفيكتوري من خلال الخيال.
آن الجملونات الخضراء، بقلم لوسي مود مونتغمري: رواية عن يتيمة صغيرة مجبرة على النضوج وتطوير الذات بسبب بنيتها التقييدية، مع وجود قيم بروتستانتية صارمة تستلزم استكشاف هوية الطفولة.
سلسلة هاري بوتر، بقلم ج. ك. رولينغ: قصة خيالية سحرية تسرد قصة صبي ساحر، وتتعامل مع اليتم، والصداقة، وتنمية العلاقات، والطفل العبقري، والاختلافات بين الطفولة والبلوغ.

## وصلات خارجية
- Perceptions of childhood